# Alvarado (canton)
Pour les articles homonymes, voir Alvarado.
Alvarado est un canton (deuxième échelon administratif) costaricien de la province de Cartago au Costa Rica.

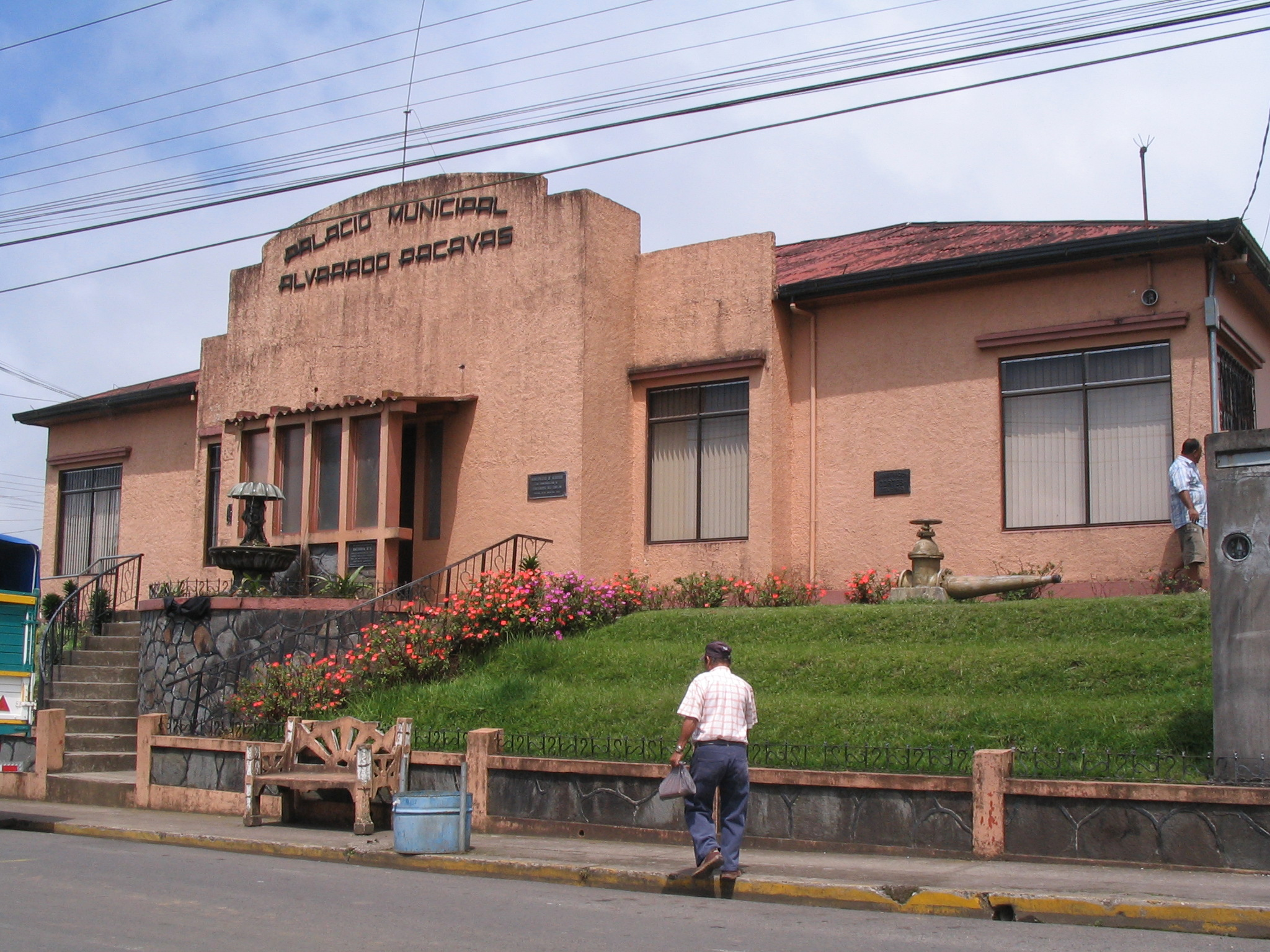
Bâtiment de la municipalité d'Alvarado